# Михаил Кукушкин
Михаил Кукушкин (рус. Михаил Александрович Кукушкин; рођен 26. децембра 1987. у Волгограду, Русија) је казахстански тенисер руског порекла. Најбољи пласман на АТП листи у синглу му је 39. место које је достигао 25. фебруара 2019. године.
Кукушкин је почео да игра тенис под утицајем свог оца Александра и мајке Татјане, има старију сестру Екатерину. Воли да игра на бетону. У каријери је освојио један турнир у појединачној конкуренцији победивши Михаила Јужног у Санкт Петербургу 2010. Најбољи резултат на гренд слем турнирима му је четврто коло из 2012. на Отвореном првенству Аустралије.
Ожењен је Анастасијом Кукушкином са којом је у браку од 2011. године, а она је била и његов тренер од 2009. до 2018.

## АТП финала

### Појединачно: 4 (1:3)
| Легенда                        |
| ------------------------------ |
| Гренд слем турнири (0:0)       |
| Завршно првенство сезоне (0:0) |
| АТП мастерс 1000 (0:0)         |
| АТП 500 (0:0)                  |
| АТП 250 (1:3)                  |

| Финала по подлози |
| ----------------- |
| Тврда (1:3)       |
| Шљака (0:0)       |
| Трава (0:0)       |

| Финала по локацији |
| ------------------ |
| Отворено (0:1)     |
| Дворана (1:2)      |

| Исход     | Бр. | Датум             | Турнир                  | Подлога   | Противник        | Резултат      |
| --------- | --- | ----------------- | ----------------------- | --------- | ---------------- | ------------- |
| Победник  | 1.  | 31. октобар 2010. | Санкт Петербург, Русија | Тврда (д) | Михаил Јужни     | 6:3, 7:6(7:2) |
| Финалиста | 1.  | 20. октобар 2013. | Москва, Русија          | Тврда (д) | Ришар Гаске      | 6:4, 4:6, 4:6 |
| Финалиста | 2.  | 17. јануар 2015.  | Сиднеј, Аустралија      | Тврда     | Виктор Троицки   | 2:6, 3:6      |
| Финалиста | 3.  | 24. фебруар 2019. | Марсеј, Француска       | Тврда (д) | Стефанос Циципас | 5:7, 6:7(5:7) |